# (4353) Onizaki
(4353) Onizaki ist ein Hauptgürtelasteroid, der am 25. November 1989 von Yoshikane Mizuno und Toshimasa Furuta vom Observatorium in Kani entdeckt wurde.
Der Asteroid wurde nach der Stadt, in der Toshimasa Furuta seine Kindheit verbrachte, benannt.